# El vikingo
El vikingo es una película española estrenada el 20 de septiembre de 1972, dirigida por Pedro Lazaga y protagonizada en los papeles principales por Concha Velasco y José Luis López Vázquez.

## Sinopsis
Ramón se encuentra muy cansado de su mujer y de su matrimonio, pero en su vida laboral ha alcanzado un gran éxito en la empresa en la que trabaja. Pero su ignorancia le está jugando una mala pasada, ya que sus ascensos en realidad son a cambio de las relaciones de su mujer con algunos directivos. Un día ella decide separarse e irse con el director de la empresa.

## Reparto completo
- José Luis López Vázquez: Ramón.
- Concha Velasco: Ana.
- Máximo Valverde: Juan de la Encina.
- Belinda Corel: amante de Ramón.
- Manuel Zarzo: Tomás.
- Queta Claver: Palomita, la limpiadora.
- Guadalupe Muñoz Sampedro: la tía de Juan.
- Manuel Alexandre: médico.
- Rosa Fontana: Milagros.
- Milo Quesada: chófer de don Ramón.
- Lone Fleming: maestra.
- José Carlos Plaza: hombre importante.
- Paca Gabaldón: Lola.
- Javier Escrivá: Don Luis Alcoriza.
- Marcelo Arroita-Jáuregui
- José Luis Uribarri: locutor de TV.
- Cristina Suriani: doncella.
- Pilar Bardem
- José Riesgo: empleado de la inmobiliaria.
- Juan Cazalilla: Antonio.
- Francisco Camoiras
- Ingrid Rabel
- José Yepes
- Raúl Sender
- Además de: Laura Gallego, Asunción Molero, Mery Leyva, Pilar Vela, Jaime Segura, Víctor Salier, José Antonio López Fernández, Luis Riera, Antonio Ramis, Francisco Agudín, Antonio Orengo, José Félix Montoya, Isabel Granja, Manuel Alberdi, José Antonio Barru, Roberto Cruz, Luis Rico, Saturno Cerra y Pablo Blanco.